# Cicloalcan

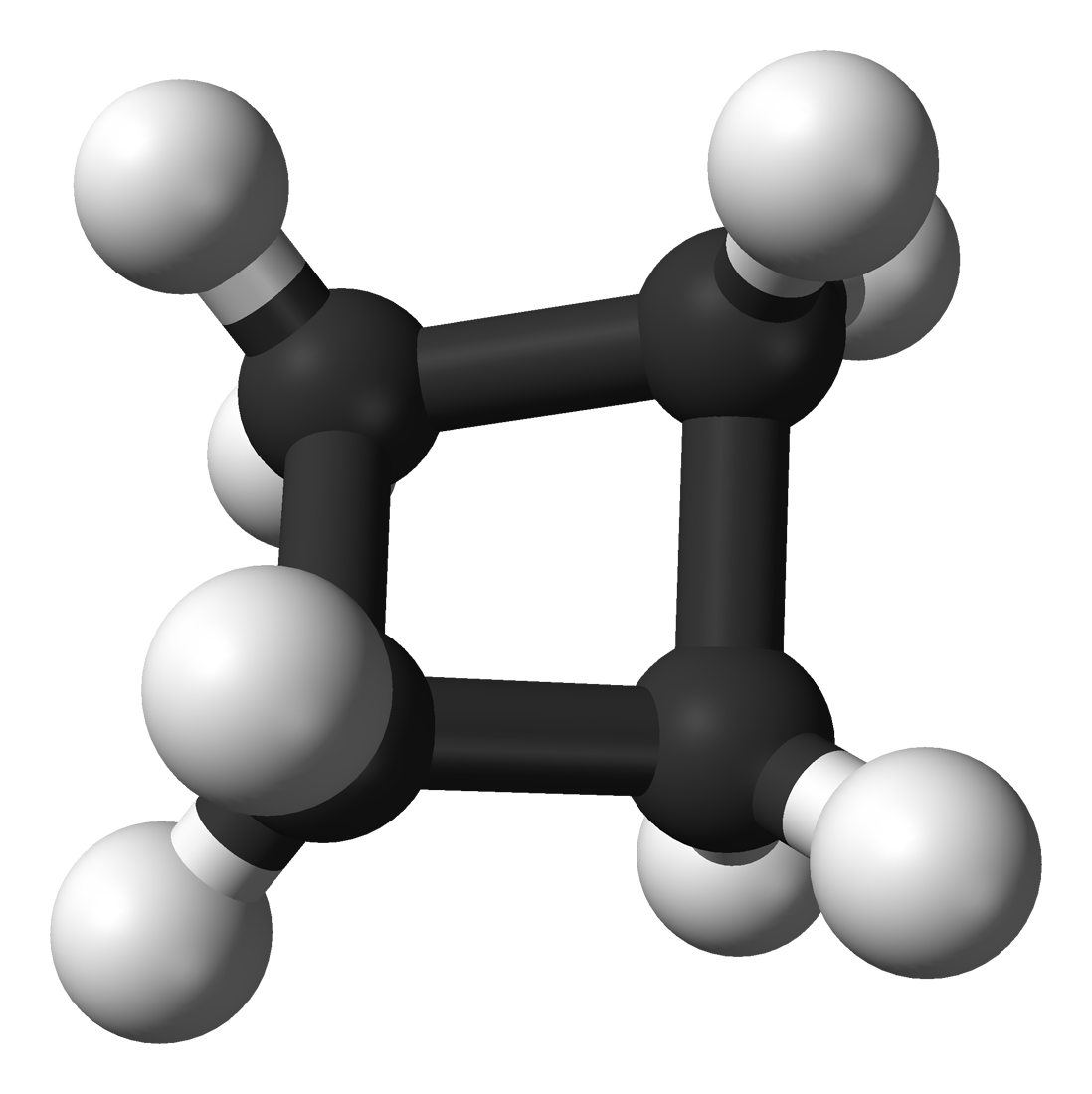
Structura ciclobutanului, unul dintre cei mai simpli cicloalcani

Cicloalcanii (numiți și cicloparafine) sunt hidrocarburi saturate, cu catena ciclică și cu formula generală CnH2n (unde n trebuie să ia o valoare mai mare decât 3)  care conțin atomi de carbon în starea de hibridizare sp3. Aceste hidrocarburi au fost identificate pentru prima dată în petrol (naftene) de către Vladimir Markovnikov.

## Structura și nomenclatura
Molecula unui cicloalcan conține cu doi atomi de hidrogen mai puțin decât alcanul cu același număr de atomi de carbon. Primul termen din seria omoloagă a cicloalcanilor conține trei atomi de carbon. Denumirea cicloalcanilor se formează de la denumirea alcanului respectiv cu același număr de atomi de carbon în moleculă, adăugând prefixul ciclo-. 
Datorită particularităților structurale și a comportări chimice diferite, cicloalcanii se împart, în funcție de  mărimea ciclului, în cicloalcani :
1. cu inele mici (C3-C4, instabile);
2. cu inele obișnuite (C5-C6, stabile).

Mai mare aplicare practică au cicloalcanii cu ciclul din șase atomi de carbon.